# Javier Rodríguez Nebreda
Javier Rodríguez Nebreda més conegut com Javi Rodríguez (Santa Coloma de Gramenet, 26 de març del 1974) era un futbolista que va jugar al FC Barcelona de futbol sala, equip del qual va ser el capità i ara n'és l'actual entrenador. Anteriorment va dirigir la banqueta del Pozo Múrcia i l'Indústries Santa Coloma, club degà del futbol sala.

## Història
Criat a Santa Coloma de Gramenet (Barcelona), Javi Rodríguez decidí canviar el futbol pel futbol sala a la primerenca edat de 18 anys i entrà a formar part de les files del Sant Andreu FS. Indústries García es fixà en ell i el fitxà un any després.
Després de 5 anys Javi es traslladà a Castelló de la Plana on signà un contracte amb el Platges de Castelló FS. En aquest equip va aconseguir guanyar tots els títols, tant amb el club (excepte la Copa del Rei) com amb la selecció espanyola de futbol sala amb la qual jugà assíduament des de la seva primera convocatòria el 1996.
El 2006, decidí tornar a Barcelona, la seva terra, per a estar prop dels seus i abandonà un equip i una ciutat que l'havia format com a jugador, per passar a les ordres de Marc Carmona al FC Barcelona. Amb el Barça, el 6 de febrer de 2011 va guanyar la primera copa espanyola de futbol sala de la seva carrera, el 7 de maig de 2011 la primera edició de la Copa del Rei de futbol sala, i el 26 de juny de 2011 el primer títol de Lliga espanyola de la història del club català. L'any 2015 va decidir penjar les botes i dedicarse a ser entrenador.